# Mervans
Mervans – miejscowość i gmina we Francji, w regionie Burgundia-Franche-Comté, w departamencie Saona i Loara.
Według danych na rok 1990 gminę zamieszkiwało 1231 osób, a gęstość zaludnienia wynosiła 43 osoby/km² (wśród 2044 gmin Burgundii Mervans plasuje się na 189. miejscu pod względem liczby ludności, natomiast pod względem powierzchni na miejscu 201.).